# Staseas
Staseas är ett släkte av skalbaggar. Staseas ingår i familjen vivlar.

## Dottertaxa tillStaseas, i alfabetisk ordning[1]
- Staseas alboguttatus
- Staseas biornatus
- Staseas cavernosus
- Staseas cingulatus
- Staseas crassipunctatus
- Staseas cylindricornis
- Staseas elongatus
- Staseas extensus
- Staseas fasciculosus
- Staseas flavovestitus
- Staseas foraminosus
- Staseas fortidens
- Staseas fulvopictus
- Staseas fulvosparsus
- Staseas grandis
- Staseas granulatus
- Staseas guyanensis
- Staseas hieroglyphicus
- Staseas jatahyensis
- Staseas mexicanus
- Staseas moestus
- Staseas morio
- Staseas nigroflavus
- Staseas ochroleucus
- Staseas pardalinus
- Staseas pauciguttatus
- Staseas paucimaculosus
- Staseas pictipennis
- Staseas plagiatus
- Staseas pullatus
- Staseas pumilus
- Staseas reticollis
- Staseas strigicollis
- Staseas subfasciatus
- Staseas variolosus